# Limonia devata
Limonia devata är en tvåvingeart som beskrevs av Alexander 1965. Limonia devata ingår i släktet Limonia och familjen småharkrankar. Inga underarter finns listade i Catalogue of Life.